# 강만수 (1968년)
강만수(姜萬壽, 1968년 2월 6일 ~ )은 대한민국의 제12대 경상북도의원이다. 출신은 경상북도 성주군 성주읍이다.

## 학력
- 성주국민학교 96회 졸업
- 월항국민학교 (4,5학년 재학)
- 성광중학교 졸업
- 심인고등학교 졸업
- 영남대학교 의과대학 학사

## 경력
- 성주군 체육회 부회장
- 성주군 지역사회보장협의체 대표위원
- 성주군 노인회 자문위원
- 바르게살기운동 성주군협의회 부회장
- 성주경찰서 경찰발전위원회 위원
- 성주소방서 소방행정자문단 위원
- 성주군 재향군인회 이사
- 성주군 태권도협회 감사
- BBS연맹 성주군지회장
- 자유한국당 경북도당 부위원장
- 성주군 문화도시 추진단장
- 두레봉사단 후원회장
- 경상북도 의료기관개설위원회 위원장
- 대한요양병원협회 경상북도 회장
- 성주군 재향군인회 감사
- 성주로타리클럽 차차기 회장
- 성주청년회의소 특우회 상임부회장
- 성주군 의사협회 회장
- 성주군 자율방범연합회 고문
- 경상북도 노인전문간호센터 이사장
- 성주군 교통장애인협회 후원회장
- 성주군 체육회 고문
- 성주사랑적십자회 회장
- 덕수의료재단 이사장
- 성주군 사회단체협의회 부회장
- 성주효요양병원 이사장
- 성주군사회단체협의회 부회장
- 국민의힘 경상북도당 부위원장
- 2022.07 ~ 2024.04 제12대 경상북도의회 의원
- 2022.07 ~ 2024.04 제12대 경상북도의회 전반기 의회운영위원회 위원
- 2022.07 ~ 2024.04 제12대 경상북도의회 전반기 기획경제위원회 부위원장
- 2022.07 ~ 2024.04 제12대 경상북도의회 지방소멸대책특별위원회 위원

## 수상
- 2016 김관용 경북도시자 표창
- 2017 성주군수 표창
- 2017 혁신인물 대상(의료봉사부문)

## 선거법 위반
- 2024년 4월 12일 '선거법 위반' 강만수 경북도의원, 당선무효형 확정

## 역대 선거 결과
|  | 31.43% |

|  | 50.01% |